# 마유 (가수)
마유 (2002년 5월 12일~ )은 일본의 가수인데, 2023년 7월 19일 이후부터는 걸 그룹 〈tripleS(트리플에스)〉의 구성원으로 활동하고 있다.
2023년 7월 19일에 공개된, 모드하우스 소속의 걸그룹 tripleS의 S16 멤버이다.

## 학력
- 메이지대학 (경제학과 / 휴학)

## 활동이력
- EVOLution - ⟡ (Mujuk)